# Fresh Sound Records
Fresh Sound Records, häufig auch abgekürzt als Fresh Sound, ist ein spanisches Jazz-Label, das seinen Sitz in
Barcelona hat und zunächst spezialisiert auf Wiederveröffentlichungen des US-amerikanischen Jazz war.

## Geschichte
Fresh Sound wurde 1983 zunächst als Reissue-Label für Jazz aus den 1950er Jahren von Jordi Pujol gegründet. Es erschienen vergriffene Alben der klassischen Jazzlabel wie RCA Victor, Columbia, Capitol, Pacific Jazz, Liberty, Barclay, ABC-Paramount, Decca, Atlantic, Fantasy, Blue Note, Roost, Roulette, Bethlehem, Argo sowie Jazzaufnahmen inzwischen weitgehend vergessener Kleinlabel wie von Andex, Hi-Hat, GNP, Everest, HiFi Jazz, Lighthouse, Counterpoint, Signature, Jubilee, Esoteric, Dawn und andere.
Das Label brachte Neuveröffentlichungen vergriffener Aufnahmen von Manny Albam, Chet Baker, Pete Candoli,  June Christy, Buck Clayton, Sonny Criss, Miles Davis and the Hi-Hat All Stars, Blossom Dearie, Maynard Ferguson, Coleman Hawkins, Bobby Jaspar, Mark Murphy, Jack Nimitz, Charlie Parker, Art Pepper, Gene Quill, Kurt Rosenwinkel, Annie Ross, Paul Quinichette, Jimmy Raney, Shorty Rogers, Pete Rugolo, Howard Rumsey’s Lighthouse All Stars, Cy Touff, Enrique Villegas, Stu und Claude Williamson. Fresh Sound veröffentlichte auch rare Sessions von US-amerikanischen Künstlern, die in Spanien entstanden waren, wie die Barcelona-Sessions von Don Byas und George Johnson 1947/1949, Aufnahmen der Madrid Jazz Group aus den Jahren 1964 bis 1981 und Frank Wess’ Session von 1992 mit der Paris-Barcelona Swing Connection.
In den 1990er Jahren weitete das Unternehmen seine Aktivitäten auf jüngere Künstler aus. Auf dem Unterlabel Fresh Sound New Talents veröffentlichte es seitdem CDs von Ambrose Akinmusire, Seamus Blake/Kurt Rosenwinkel, Rebecca Martin, Brad Mehldau, Dave Liebman und dem Lluís Vidal Trio, Chris Cheek, Sam Harris, Max Johnson, Vinny Golia, Maikel Vistel, John Raymond und Nat Su sowie spanischer Jazz-Musiker wie Pablo Ablanedo, Omer Avital, Gorka Benítez, Albert Bover, Vardan Ovsepian, Eladio Reinón, Joan Monné, Mercedes Rossy und Perico Sambeat. Neu aufgelegt wurden auch historische Aufnahmen des Jazz in Barcelona vom Orquesta Demon’s Jazz.
Für seine herausragende Künstler-Katalogarbeit und seine Wiederveröffentlichungen wurde das Label von der französischen Académie du Jazz mit dem Prix de la Meilleure Réédition ou du Meilleur Inédit 2012 ausgezeichnet.